# Río Aurín
Río Aurín este o arie protejată (arie specială de conservare — SAC, sit de importanță comunitară — SCI) din Spania întinsă pe o suprafață de 91,09 ha, integral pe uscat.

## Localizare
Centrul sitului Río Aurín este situat la coordonatele 42°38′54″N 0°25′34″W / 42.6484°N 0.42611°V.

## Înființare
Situl Río Aurín a fost declarat sit de importanță comunitară în mai 2000 pentru a proteja 2 specii de animale. Situl a fost protejat și ca arie specială de conservare în februarie 2021.

## Biodiversitate
Situată în ecoregiunea alpină, aria protejată conține 5 habitate naturale: Păduri iberice de Quercus faginea și Quercus canariensis, Râuri de munte și vegetația lor lemnoasă cu Salix elaeagnos, Păduri de fag din Europa Centrală dezvoltate pe sol calcaros cu Cephalanthero-Fagion, Fânețe de joasă altitudine (Alopecurus pratensis, Sanguisorba officinalis), Lande oro-mediteraneene cu formațiuni endemice de grozamă.
La baza desemnării sitului se află mai multe specii protejate:
- mamifere (1): vidră de râu (Lutra lutra)
- nevertebrate (1): fluturele de noapte (Eriogaster catax)

Pe lângă speciile protejate, pe teritoriul sitului au mai fost identificate 3 specii de plante, 17 specii de păsări, 3 specii de amfibieni, 4 specii de mamifere, 1 specie de pești.